# 刘立千
刘立千（1910年3月—2008年2月8日），中国四川德阳县人，中国现代著名藏学家。他是一位藏传佛教信众，一生翻译过多部藏传佛教著作，在中国国内外颇具影响力。

## 生平
刘立千于1910年出生在四川省德阳县的一个贫苦人家中，他在家乡读小学，后因没有钱升学，进入私塾读书，学习古代汉文典籍。1930年至重庆的一家银行工作，其间与藏传佛教结缘，期间常去听法师和藏族活佛的讲经。语言不通使他萌生了去康区学习藏文的想法。1932年，刘立千辞去重庆的工作，来到打箭炉（今四川康定）教书，期间拜师学习藏文，并学习宁玛派、格鲁派、噶举派和萨迦派的教法。1936年，他担任根桑泽臣活佛的助手兼翻译，涉猎藏学。1944年春，在社会民俗学家李安宅的推荐下，成为成都华西协和大学边疆研究所的副研究员，开始了藏学研究生涯。
1946年起，他开始致力于西藏文史和佛学典籍的翻译和介绍，使得汉人对西藏历史和藏传佛教开始有所了解。西藏和平解放时随中国十八军进藏，在西藏军区编委会担任翻译。1956年担任中央民族事务委员会翻译局藏文室领导，后调往民族出版社任藏文室领导。文化大革命期间被批斗，下放五七干校劳动改造。1979年获得平反，被中国社会科学院民族研究所聘为特约研究员。此后历经十年，翻译了《西藏王统记》、《西藏王臣记》、《米拉日巴传》、《卫藏道场胜迹志》、《金刚瑜伽前行和正行》、《大圆满禅定休息》、《大圆满虚幻休息》、《大圆满隆钦宁提本觉道次第》、《土观宗教源流》、《格萨尔王传·天界篇》等等重要译作。这些译作不少被收录在《刘立千藏学著译文集》里。他还写下不少重要的藏学考证文章。
2008年2月8日在成都逝世，享年99岁。